# Hennie Smit
Hendrik Hanekom Smit (1928-2012) est un homme politique sud-africain, membre du parti national, membre du parlement (1958-1982) pour Stellenbosch, ministre des affaires coloureds (1976-1978) dans le gouvernement Vorster puis ministre des postes et des télécommunications (1979-1982) dans le gouvernement Botha.

## Biographie
Né en 1928 à Dalsig, une banlieue de Stellenbosch, Hennie Smit a étudié à la Faculté de commerce de l'Université de Stellenbosch.
Membre du parlement où il représente Stellenbosch à partir de 1958, il est rédacteur en chef du journal die Kruithoring, l'organe de presse du Parti national, avant d'entrer au gouvernement sud-africain en 1974 en tant que ministre adjoint des Affaires sociales, des Pensions, des Relations avec les populations coloureds, de Rehoboth et des Nama. En 1976, il est promu ministre des affaires métis (coloureds) au sein du gouvernement Vorster.
À la tête du ministère de la Communication de 1979 à 1982, il supervise le service postal de l'Afrique du Sud, l'Autorité indépendante des communications, l'Institut national des médias électroniques ainsi que le service public de télévision (South African Broadcasting Corporation). Son domaine d'intervention s'étend alors à la réglementation et aux autorisations d'émissions de radio-amateur de radio.
Réputé modéré au sein du parti national, il estime en son temps que l'apartheid peut être sauvé si les aspects les plus médiatisés et flagrants de la ségrégation sont abrogés.
De 1982 à 1984, il est membre du conseil présidentiel.
Il vit à Stellenbosch jusqu'en 1994 et ensuite à Yzerfontein. Souffrant de la maladie de Parkinson, il meurt le 25 juin 2012 à l'âge de 86 ans.

## Vie privée
Marié, Hennie Smit a quatre enfants et 13 petits-enfants au jour de sa mort.